# Dahé
Dahé är en ort i Benin. Den ligger i den södra delen av landet, 70 km väster om huvudstaden Porto-Novo. Dahé ligger 34 meter över havet och antalet invånare är 14 622. Den ligger vid sjön Lac Ahémé.
Terrängen runt Dahé är platt. Havet är nära Dahé åt sydost. Närmaste större samhälle är Comé, 14,4 km sydväst om Dahé.
Omgivningarna runt Dahé är en mosaik av jordbruksmark och naturlig växtlighet. Runt Dahé är det tätbefolkat, med 331 invånare per kvadratkilometer.